# Die neuen Entdecker
Die neuen Entdecker ist ein Legebrettspiel von Klaus Teuber, das 2001 in der Kosmos Spiele-Galerie erschienen ist. Illustriert wurde es von Andreas Steiner.
Ziel des Spiels ist es, unbekannte Inseln zu entdecken und deren Ressourcen (Nutz- und Genusspflanzen) für sich zu gewinnen. Zu diesem Zweck wird zunächst versucht, die Übermacht auf den Inseln zu erlangen, was durch Zölle der Mitspieler erschwert werden kann.
Die neuen Entdecker erinnert an eine Mischung von Carcassonne und die Siedler von Catan. Das Spiel ist geeignet für 2–4 Spieler ab 10 Jahren und dauert etwa 90 Minuten.
Das Spiel ist eine Bearbeitung des 1996 bei Goldsieber erschienenen Spieles „Entdecker“. 2004 erschien eine vereinfachte Version für 1 bis 2 Spieler unter dem Titel „Ozeanien“.

## Das Spiel

### Spielaufbau
Es gibt einen rechteckigen Spielplan der aus vier wesentlichen Bereichen besteht:
- Unentdecktes Gebiet – Hier werden neue Inseln entdeckt
- Randfelder – Von hier wird das unentdeckte Gebiet erreicht
- Der Urwald – Auf Sieben Wegen entdecken Kundschafter Schätze
- Die Seeschlange – Für entdeckte Inseln und Schätze werden auf der Seeschlange die „Entdeckerpunkte“ gezählt

### Spielverlauf

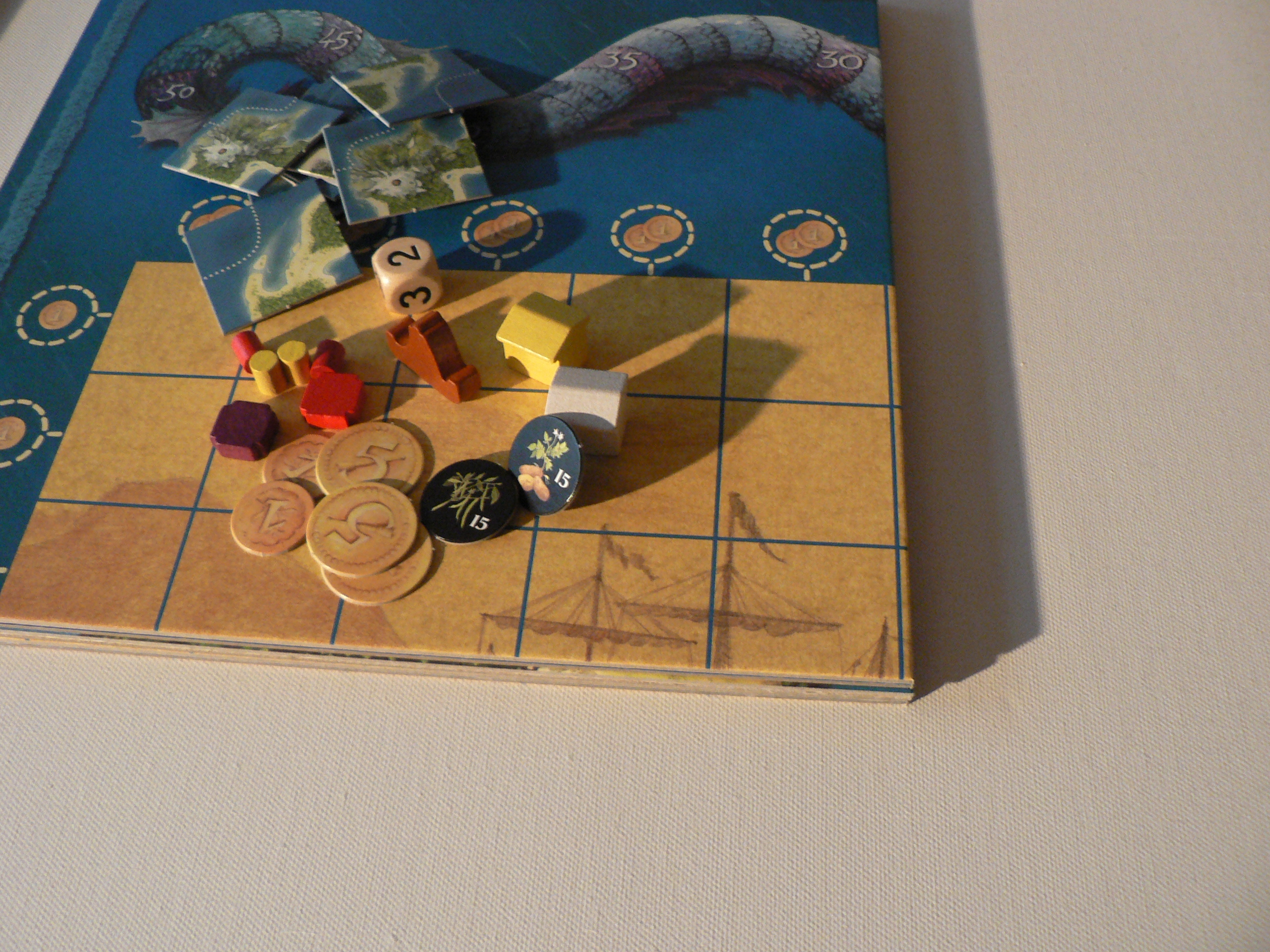
Die Spielfiguren auf dem Spielbrett

Der jüngste Spieler beginnt mit dem Zug. Der Spieler nimmt sein Schiff und geht auf Entdeckerland. Hat er Land entdeckt, kann er einen Kundschafter auf der Insel absetzen, damit ist der Spielzug beendet.
Wenn ein Spieler eine Insel vollständig entdeckt hat, werden die Entdeckerpunkte vergeben, diesen Schritt nennt man Inselwertung. Wenn alle Felder entdeckt sind, d. h. wenn das unentdeckte Gebiet mit Kärtchen bedeckt ist, tritt das Spielende ein.

### Siegbedingungen
Der Gewinner des Spiels ist der, der mit seinem Zählstein am weitesten auf der Seeschlange ist.
Bei einem Gleichstand gewinnt der mit dem meisten Goldanteil.

### Spielinhalt
- 4 Siedlungen (Häuschen in 4 verschiedenen Farben)
- 8 Stützpunkte (Plättchen in 4 verschiedenen Farben)
- 67 Kundschafter (Türmchen in 4 verschiedenen Farben)
- 180 Entdeckerkärtchen auf denen die Inseln und das Meer abgebildet sind
- 36 Goldmünzen im Wert von 1 und 5
- 9 Pflanzenchips (in verschiedenen Sorten: Erdnuss, Kakao, Ananas, Tomate, Tabak, Kautschuk, Bohne, Kartoffel und Mais)
- 7 Häuptlingshütten (aus Pappe, unter die man die verschiedenen Pflanzenchips steckt)
- 1 Entdeckerschiff
- 1 Spielwürfel (mit den Zahlen 2–6 und einem Steuerrad)
- 1 Spielplan